# Barbus euboicus
Barbus euboicus е вид лъчеперка от семейство Шаранови (Cyprinidae). Видът е критично застрашен от изчезване.

## Разпространение и местообитание
Разпространен е в Гърция.
Обитава сладководни басейни, реки и потоци.

## Описание
На дължина достигат до 18 cm.
Популацията на вида е стабилна.